# Principauté de Galitch-Merski
1247–1450
Entités précédentes :
- Principauté de Pereïaslavl-Zalesski
- Principauté de Vladimir-Souzdal

Entités suivantes :
- Grande principauté de Moscou

La principauté de Galitch-Merski (en russe : Галич-Мерское княжество, Galitch-Merskoïe kniajectvo), appelé aussi principauté de Galitch-Dmitrov ou principauté de Galitch était l'une des prinicipautés slaves de l'Est médiévales. Elle avait pour centre Galitch, sur les rives du lac de Galitch, dans l'actuel oblast de Kostroma, et exista sous ce nom entre 1247 et 1450.
La principauté fut fondée comme principauté apanage lorsque Sviatoslav IV Vladimirski attribua cette terre à son neveu Constantin Iaroslavitch (ru). Les terres provenaient de la principauté de Pereslavl-Zalesski et de celle de Vladimir. Entre 1363 et 1389, la principauté fut sous le contrôle directe de la Grande-principauté de Moscou, avant de redevenir une principauté jusqu'en 1450, lorsqu'elle fut absorbée par la Moscovie pendant la guerre de Succession moscovite.

## Histoire
En 1247, le grand duc de Vladimir Sviatoslav IV Vladimirski attribua ses principautés comme apanages à ses neveux. L'un d'entre eux, Constantin Iaroslavitch (ru), reçut la principauté de Galitch-Dmitrov. Les terres avaient une superficie relativement petite, comprenant le bassin du lac de Galitch avec la ville de Galitch, ce qui appartenait auparavant à la principauté de Vladimir. Il y avait aussi la ville de Dmitrov et ses volosts, faisant elles alors parties de la principauté de Pereïaslavl-Zalesski (ru).
Mais dans les années 1330, la principauté fut divisée en deux. La principauté de Galitch revint à Fiodor Davydovitch (ru) tandis que son frère Boris Davydovitch (ru) reçut la principauté de Dmitrov.
Vers 1363, le métropolite Alexis de Kiev, qui était alors le régent de la Grande-principauté pendant l'enfance de Dimitri Ivanovitch, décida de reprendre la principauté pour la Moscovie.
Selon le testament de Dmitri Dosnkoï en 1389, la principauté de Galitch fut à nouveau attribuée, et revint, avec les villes de Zvenigorod et de Rouza à son fils Iouri Dmytrovitch. Pendant la guerre de Succession moscovite, ce dernier se proclame grand-prince de Moscou, mais meurt en 1434. Son fils Dmitri Chémiaka, qui reprend la principauté, revendique le trône de la Moscovie contre Vassili II. Mais en 1450, Chémianka est défait à la bataille de Galitch (ru), et il s'enfuit à Novgorod. Vassili II annexa la principauté dans la Moscovie, mettant fin à la principauté,.

## Listes des princes
Liste des princes de Galitch:
- 1247  — 1255 : Constantin Iaroslavitch (ru) ;
- 1255 — 1280 : Davyd Konstantianovitch (ru) ;
- 1280  — 1310 : Vassili Konstantinovitch (ru) ;
- 1310  — 1335 : Fiodor Davydovitch (ru) ;
- 1335  — 1360 : Ivan Fiodorovitch (ru) ;
- 1360  — 1363 : Dmytro Ivanovitch (Borissovitch) ;
- 1363  — 1389 : Partie de la Grande-principauté de Moscou (Dimitri Ier Donskoï)
- 1389  — 1433 : Iouri Dmytrovitch ;
- 1433 — 1450 : Dmitri Chémiaka.